# 케리아
케리아(본명: 류민석, 2002년 10월 14일~)는 대한민국의 리그 오브 레전드 프로게이머이다. 아이디는 Keria이다. 포지션은 서포터이며 T1에서 활동하고 있다.

## 선수 생활
2017년 아마추어 팀인 KeG 경기 소속으로 2017 LoL KeSPA컵에 참가했다.
2018년 8월, 킹존 드래곤 X의 아카데미 팀에 합류했다. 프로 데뷔 이전인 아카데미 시절에서도 팬들에게 주목받았던 유망주였다. 그리핀의 감독이었던 씨맥은 케리아가 드래곤X에 있다는 이유로 같이 해보고 싶다는 평을 내리기도 했다.
2020시즌을 앞두고 드래곤X의 1군팀으로 콜업되었다. 스프링 시즌에서는 팀의 주전 서포터로 활동했다. 스프링 시즌에서는 신인이라고는 믿기지 않는 모습을 보여주면서 팀의 상승세를 이끌었다. 이와 같은 활약상으로 역천괴라는 별명을 얻게 되었다. 또한 2020 스프링 시즌 종료 이후 올프로 퍼스트 팀에 선정되었다. 또한 LCK 스프링 영 플레이어에 선정되었다. 스프링 시즌 이후 미드 시즌 컵에 참가했다. 미드 시즌 컵에서도 좋은 모습을 보여주었다. 2020 서머 시즌에서도 팀의 주전 서포터로 활약하였으며 팀의 서머 시즌 준우승과 롤드컵 진출에 기여했다. 하지만 스프링 시즌에 비해 폼이 조금 내려온 모습을 보여주었다. 리그 오브 레전드 월드 챔피언십 2020의 로스터에 포함되어 참가하였다. 롤드컵에서는 정규시즌에서 보여주었던 모습과 반대로 좋지 못한 모습을 보여주었다. 8강전인 담원 게이밍과의 경기에서는 상대 바텀에게 완패를 당하면서 8강에서 탈락했다. 2020시즌 종료 후 FA를 선언하며 팀에서 퇴단했다.
2021시즌을 앞두고 T1에 입단했다. 스프링 시즌에서 팀의 주전 서포터로 활동하였다. 스프링 시즌동안 T1은 여러 선수가 출전하고 서브 선수로 밀려나고를 반복하는 돌림판 운영으로 인해 흔들리는 모습을 보여주었는데 케리아는 줄곧 주전으로 뛰며 흔들리는 팀의 기둥이 되어주면서 좋은 모습을 보여주었다. 팀은 스프링 후반기 반등에 성공하면서 스프링 시즌 포스트시즌에 진출하는데도 성공했다. 스프링 시즌 종료 후 올프로 퍼스트팀에 선정되었다. 서머 시즌에서도 팀의 주전 서포터로 활동을 이어나갔다. 서머 시즌에서도 팀은 시즌 중반 부진에 빠졌지만 케리아는 좋은 모습을 보여주면서 중심을 잡아주었으며 팀의 포스트시즌 진출에 기여했다. 서머 시즌 종료 후 올프로 퍼스트팀에 선정되었다. 포스트시즌에서도 활약을 이어나가면서 롤드컵 진출에 기여했으며 결승전인 DWG KIA와의 경기에서도 좋은 활약상을 보여주었지만 우승에는 실패했다.
2022년 스프링 시즌에서도 팀의 주전 서포터로 활동했다. 케리아는 지난해 보여주었던 좋은 모습을 계속 보여주었으며 팀의 정규리그 전승에 기여했다. 정규시즌 종료 이후 올프로 퍼스트팀에 선정되었으며 대회 MVP에 올랐다. 스프링 시즌 결승전에서 Gen.G를 상대로 3-1로 승리하면서 커리어 첫 우승을 경험했다.
2023년, 케리아는 여전히 T1의 주전 서포터로 활동했다.
23 Spring에서 정규시즌 17승 1패로 1위를 기록했다. 케리아는 역대까지 없었던 원딜 챔피언으로 칼날비 룬을 들고 플레이 하는 일종 '서커스'플레이로 역대급 시즌을 보냈다. 하지만 플레이오프 결승전에서 젠지에게 패배하여 준우승을 기록한다. 정규시즌이 끝난 후 23 SPRING 퍼스트 팀, Player of Split, 정규시즌 MVP를 수상하며 우승을 하지 못했지만 케리아에게 잊을 수 없는 시즌을 보냈다.
23 MSI에서는 3위를 기록했다.
23 Summer는 페이커의 부상으로 정규리그 5위로 플레이오프는 진출하지만 좋지 못한 경기력으로 비판을 받았다. 하지만 플레이오프에서 페이커가 복귀하고, 다시 좋은 경기력으로 결승전까지 진출하지만 또 다시 젠지에게 발목을 잡히며 준우승을 했다.
2022 항저우 아시안게임에서 LOL 국가대표로 뽑히며 주전 서포터로 활약했다. 금메달을 획득하며 군면제 혜택을 얻게 되었다.
23 롤드컵에서 유력한 우승후보였던 징동 게이밍을 꺾으며 결승전에 진출했다. 결승에서 웨이보를 꺾으면서 23 롤드컵 우승을 차지하였다.

## 소속팀
| # | 팀명    | 소속 기간                  | 소속 리그 | 비고 |
| - | ------- | -------------------------- | --------- | ---- |
| 1 | 드래곤X | 2019. 12. 3.~2020. 11. 17. | LCK       |      |
| 2 | T1      | 2020. 11. 18.~             | LCK       |      |

## 수상 내역

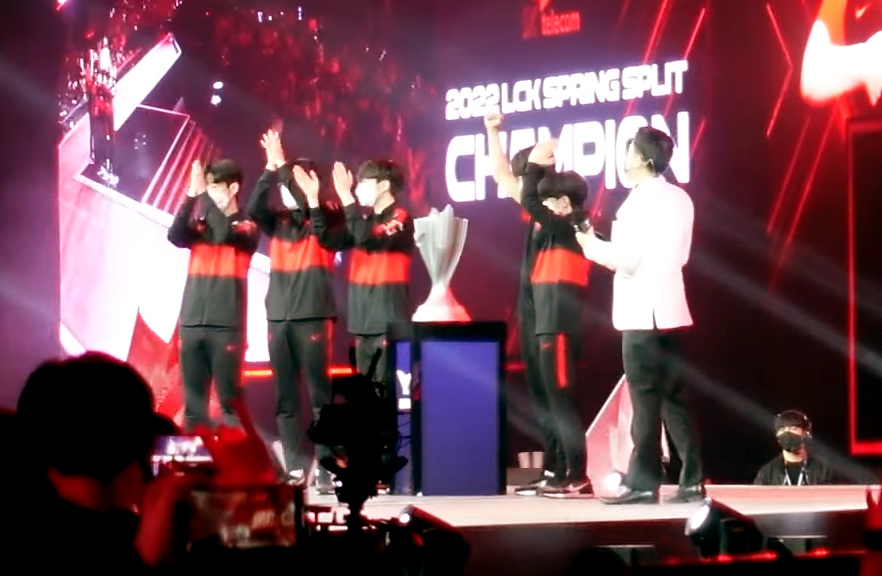
2022 LCK 스프링 전승 우승 사진.

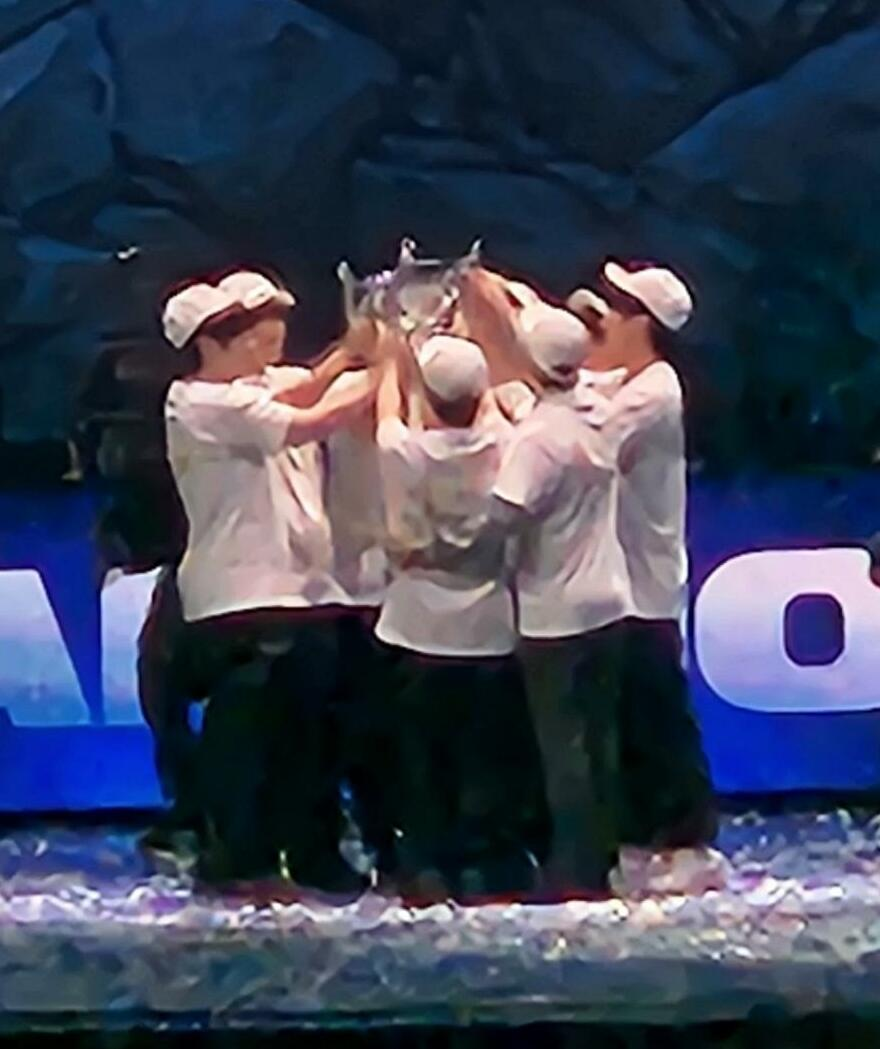
2023 월드 챔피언십 우승 사진.

### 2020
- 2020 리그 오브 레전드 챔피언스 코리아 스프링 3위
- 2020 리그 오브 레전드 챔피언스 코리아 스프링 Young Player
- 2020 리그 오브 레전드 챔피언스 코리아 스프링 All-Pro 퍼스트팀
- 2020 리그 오브 레전드 챔피언스 코리아 서머 준우승
- 리그 오브 레전드 월드 챔피언십 2020 8강

### 2021
- 2021 리그 오브 레전드 챔피언스 코리아 스프링 All-Pro 퍼스트팀
- 2021 리그 오브 레전드 챔피언스 코리아 서머 준우승
- 2021 리그 오브 레전드 챔피언스 코리아 서머 All-Pro 퍼스트팀
- 리그 오브 레전드 월드 챔피언십 2021 4강
- 2021 LCK 어워드 포지션별 올해의 선수

### 2022
- 2022 리그 오브 레전드 챔피언스 코리아 스프링 우승 (T1)
- 2022 리그 오브 레전드 챔피언스 코리아 스프링 정규 시즌 최우수 선수(MVP)
- 2022 리그 오브 레전드 챔피언스 코리아 스프링 All-Pro 퍼스트팀
- 미드 시즌 인비테이셔널 2022 준우승
- 2022 리그 오브 레전드 챔피언스 코리아 서머 준우승
- 리그 오브 레전드 월드 챔피언십 2022 준우승
- 2022 LCK 어워드 포지션별 올해의 선수
- 2022 LCK 어워드 시크릿랩 어시스트 킹 상
- 2022 e-스포츠 명예의 전당 스타즈
- e-스포츠 명예의 전당 히어로즈

### 2023
- 2023 리그 오브 레전드 챔피언스 코리아 스프링 정규 시즌 최우수 선수(MVP)
- 2023 리그 오브 레전드 챔피언스 코리아 스프링 Player of the Split
- 2023 리그 오브 레전드 챔피언스 코리아 스프링 All-Pro 퍼스트팀
- 2023 리그 오브 레전드 챔피언스 코리아 스프링 준우승
- 미드 시즌 인비테이셔널 2023 3위
- 2023 리그 오브 레전드 챔피언스 코리아 서머 준우승
- 2022년 항저우 아시안 게임 e스포츠 리그 오브 레전드 금메달 (대한민국)
- 리그 오브 레전드 월드 챔피언십 2023 우승 (T1)

#### 2024
- 리그 오브 레전드 챔피언스 코리아 스프링 2024 All-Pro 퍼스트팀(T1)
- 리그 오브 레전드 챔피언스 코리아 스프링 2024 준우승(T1)
- 이스포츠 월드컵 2024 우승 (T1)
- 리그 오브 레전드 월드 챔피언십 2024 우승 (T1)

### 2025
- 미드 시즌 인비테이셔널 2025 준우승

## 방송 출연 이력
- 2024년 JTBC 《아는형님》

## 영화 출연 이력
- 2024년 《레드불 T1 다큐멘터리: 함께 날아오르다》